# Oliver Herwig
Dr. Oliver Herwig (* 1967 in Regensburg) ist ein deutscher Moderator und Journalist mit den Schwerpunkten Architektur und Design.

## Werdegang
Oliver Herwig studierte von Germanistik, Amerikanistik, Geschichte und Kunstgeschichte in Regensburg, Williamstown und in Champaign-Urbana. Er promovierte und arbeitete zwischen 1994 und 1997 als Redakteur in Tübingen. Herwig lehrte an der HGK Basel, der HfG Karlsruhe und seit 2006 an der Kunstuniversität Linz. Seit 2018 leitet er zusammen mit Andreas Grosz die Architekturplattform KAP FORUM.
Er war Gastredakteur bei Wallpaper* und schreibt Kritiken für die AD, Bauwelt, Betonprisma, Frankfurter Allgemeine Zeitung, Frankfurter Rundschau, NZZ und die SZ.

## Bücher
- Home Smart Home. How we want to live. Birkhäuser Verlag, Basel 2022
- Eva Maria Herrmann und Natascha Herz (Hrsg.): aufbrechen teilhaben weiterdenken: hammeskrause architekten. Birkhäuser Verlag, Basel 2020. mit einem Interview von Oliver Herwig
- Tiefe Oberflächen. Matthias Loebermann. Wilhelm Verlag, Amberg 2020 mit einem Beitrag von Wolfgang Brune und ein Interview von Oliver Herwig
- Architekturpreis Beton 2020. Callwey Verlag, München 2020
- Ursula Trübenbach (hrsg.): Trübenbach Architekten Projekte. Verlag Walter König, Köln 2019
- Artemide Deutschland GmbH & Co (Hrsg.): Michele De Lucchi. Tolomeo. Druckerei Kettler, Bönen 2018
- Nicolette Baumeister (Hg.): Baukulturführer 45 – Museum für Historische Maybach Fahrzeuge, Neumarkt i. d. OPf. Verlag Büro Wilhelm, Amberg 2009. ISBN  978-3-936721-95-9
- Universal Design. Lösungen für einen barrierefreien Alltag. Birkhäuser Verlag, Basel 2008
- als Herausgeber mit Florian Holzherr: Dream Worlds. Architecture and Entertainment. Prestel Verlag, München 2006
- Nicolette Baumeister (Hg.): Baukulturführer 06 – Bauzentrum, München-Riem. Verlag Büro Wilhelm, Amberg 2004. ISBN 978-3-936721-55-3
- Nicolette Baumeister (Hg.): Baukulturführer 04 – ClassiCon, München. Verlag Büro Wilhelm, Amberg 2004. ISBN 978-3-936721-53-9
- als Herausgeber: Featherweights. Light, Mobile and Floating Architecture. Prestel Verlag, 2003
- als Herausgeber: Sechs neue Museen in Bayern. Ernst Wasmuth Verlag, Tübingen / Berlin 2002

## Ehrungen
- 2009: COR-Preis Wohnen und Design[9]
- 2007: Stipendiat des LKV Trondheim
- 2002: Stipendiat des Virginia Center for the Creative Arts
- 2000: Karl-Theodor-Vogel-Preis für herausragende Technik-Publizistik
- 1999: Stipendiat des Internationalen Journalistenprogramms Großbritannien und Gastredakteur bei Wallpaper*